# Francisco de Assis Vale
Francisco de Assis Vale, primeiro e único barão de Juqueri (? — Bragança Paulista, 30 de Agosto de 1910), foi um nobre brasileiro.
Filho de Francisco de Assis Vale e sua segunda mulher D. Libânia de Assis Vale, casou-se com sua prima D. Gertrudes Guilhermina Egídia de Camargo, viúva de um certo Ignácio Nogueira e filha de Aleixo José Godoy e sua mulher D. Gertrudes Maria de Camargo. Era comandante da Guarda Nacional em Bragança Paulista.